# Kaira sexta
Kaira sexta là một loài nhện trong họ Araneidae.
Loài này thuộc chi Kaira. Kaira sexta được Ralph Vary Chamberlin miêu tả năm 1916.